# Ullebergsskogen
Ullebergsskogen är ett naturreservat i Mjölby kommun och Linköpings kommun i Östergötlands län.
Området är naturskyddat sedan 2014 och är 29 hektar stort. Reservatet omfattar höjder, skog, våtmarker och en bäck. Reservatet består av barrskog hårt drabbad av stormen Gudrun och stormen Per samt barrblandad lövsumpskog.